# IS-7
IS-7 byl prototyp sovětského těžkého tanku, který navazoval na řadu IS. Vývoj stroje byl zahájen v Kirovském závodě v Leningradu na jaře roku 1945. Všechny prototypy prošly armádními zkouškami. Prototypy vyjížděly z Leningradského závodu v letech 1946 a 1947. Jednalo se o mohutný stroj vyzbrojený kanónem ráže 130 mm a osmi kulomety, z toho dva byly velkorážné. Tank nakonec nebyl přijat do sériové výroby, ovšem mnoho poznatků bylo uplatněno na pozdějších typech sovětských tanků.